# 宁夏回族自治区公安厅安康医院
宁夏回族自治区公安厅安康医院隶属于宁夏回族自治区公安厅，位于宁夏回族自治区银川市金凤区正源南街。该医院是一所安康医院，是对危害社会治安的精神病人依法进行强制医疗的专门机构。除了强制医疗外，该医院还开展精神疾病司法鉴定等工作。

## 简介
该院建立于1984年。1988年，该院开始收治肇事肇祸精神病人。1993年，该院开始开展精神疾病司法鉴定工作。由于缺乏财政资金，该院截至2005年始终处在经费短缺、人员不足的状态下。